# Georg Karl von Welden
Georg Karl von Welden (* 1801 in Schonungen; † 24. Juli 1857 in München) war ein bayerischer Gutsbesitzer und Verwaltungsbeamter.

## Leben
Georg Karl von Welden war Mitglied der Adelsfamilie von Welden, die nach dem Bauernkrieg im Jahre 1582 die Herrschaft von Laupheim übertragen bekam. Der österreichische Feldzeugmeister Ludwig von Welden war sein Onkel.
Georg Karl trat nach dem Studium der Rechtswissenschaften in Göttingen 1826 (als Assessor im Obermainkreis) in bayerische Staatsdienste. 1847 wurde er Regierungspräsident in der Oberpfalz und noch im selben Jahr von Mittelfranken. Ab 1849 war er Regierungspräsident von Schwaben und Neuburg. Dieses Amt bekleidete er bis 1857.
Georg Karl von Welden war auch Mitglied in der Bayerischen Kammer der Abgeordneten 1840–1843 und 1855–1856.